# Goatpsalm
Goatpsalm ist eine 2009 gegründete russische Band deren Stil zwischen Post-Industrial und Extreme Metal variiert.

## Geschichte
Der Bassist und Sänger Alex „Morkh“ Shadrin, der seit den 1990er Jahren als Musiker in der russischen Industrial- und Black-Metal-Szene mit Gruppen wie Velehentor, Izakaron oder Serpentrance aktiv ist, kontaktierte den Sänger und Multiinstrumentalisten „Horth“ von der Black-Metal-Band Karna, nachdem Shadrin erste Stücke unter dem Einfluss Velehntors und Karnas geschrieben hatte, um ein gemeinsames Projekt zu gestalten. Als weiteres Bandmitglied stieß der Gitarrist „Sadist“ von SS-18 hinzu. Als Trio gründeten die Musiker, welche in unterschiedlichen Städten leben, auf der Basis der gemeinsamen Arbeit Goatpsalm als ausschließliches Studioprojekt. Im Jahr 2010 wurde das Debütalbum Sonic Desterilization of Light aufgenommen. Während die Gruppe am Debüt arbeitete, entschied sich die Band für den Namen Goatpsalm, da er „durchzogen von Dunkelheit und Chaos“ der von ihnen „kreierten Hölle“ entspreche Das Album wurde 2012 über Assault Records veröffentlicht. Das Begleitmaterial wurde von der russischen Grafikerin Musta Aurinko gestaltet. Sonic Desterilization of Light wurde international kaum beachtet, erhielt jedoch in der russischen Metal- und Industrial-Szene positive Resonanz.
Im Jahr 2011 nahm die Gruppe das zweite, stärker am Black Doom orientierte Album Erset La Tari auf. Das Album wurde etwa einen Monat nach dem Debüt, ebenfalls 2012, veröffentlicht, jedoch über Aesthetic Death Records, wodurch Goatpsalm ein breiteres und internationale Publikum ansprechen konnten. In Rezensionen wurde das Album zumeist als mittelmäßige Veröffentlichung, die ihren Vorbildern nicht ausreichend gerecht werde, bezeichnet. Nur vereinzelt wurde dem Album eine hohe Qualität zugesprochen.
Im Jahr 2014 veränderte sich die Bandkonstellation nachhaltig mit Auswirkungen auf das musikalische Konzept der Gruppe. Shadrin verließ Goatpsalm, dafür stießen der Multiinstrumentalist und Sänger Mikhail „Vaarwel“ Saveliev sowie der Schlagzeuger Dmytro „Kim“ Gerasimov hinzu. Die Gruppe orientierte sich nach dem personellen Wechsel musikalisch neu, hin zum Funeral Doom. Das dritte 2016 erschienene Studioalbum Downstream erschien wie das vorherige Album via Aesthetic Death Records und wurde von Kritikern durchgehend positiv rezensiert.
Nach einer längeren Ruhephase folgte im Jahr 2021 das Kollaborations-Album Ash, für dessen Aufnahme Goatpsalm mit Horthodox kooperierte. Erneut variierte die Band ihren Stil und nahm Elemente des Ritual Industrial, Dark Ambient und Neofolk auf, während der Metal-Anteil in der Musik abnahmen. Wie die vorherigen Alben, erschien Ash via Aesthetic Death Records und stieß, dem Vorgänger ähnlich, auf überwiegend positive Resonanz.

## Stil
Die Musik der ersten beiden Veröffentlichungen wurde als Mischung aus Death Industrial, Dark Ambient und Black Metal umschrieben und mit Archon Satani, MZ. 412 und Abruptum verglichen. Das dritte 2016 erschienene Studioalbum Downstream vermengte Ambient und Funeral Doom, welcher in die Tradition von Thergothon gestellt wird, mit ethnischen Instrumenten.
Auf den ersten beiden Alben agierte die Gruppe mit Samples wie „Windgeräuschen, düsteren Ambient-Synths und beschwörend fiesem Gekrächze“, welche mit einem variationsreichen Gitarrenspiel und gelegentlich „rituell anmutende[r] Perkussion“ kombiniert würden. Zum Teil bestünden präsentierte Stücke aus „reine[n] Klangcollage[n]“, welche in weiteren Stücken mit „eine[r] Art ganz fiese[m] Depressive Black Metal“ kombiniert würden. Das Tempo orientiert sich laut Metal-District am Funeral Doom, während der „von dröhnenden, singularisierten, ewig langen einzelnen Gitarren/Bass Anschägen[sic!] dominiert[e] und von allerlei sonstigem quietschend, kreischendem Geräusch begleitet[e]“ Gesamtklang auf Industrial und Drone Doom zurückzuführen sei und sich „ziemlich introvertiert“ präsentiere. Neben dem vom Legacy angemerkten Gekrächze sei auf manchen Stücken ein anhaltendes „murmelnde[s], beschwörende[s] Raunen und Knurren“ vorhanden.
Auch das dritte Album Downstream wird als „sehr düstere, oftmals rituell anmutende Musik mit hohem Ambient-Anteil“ bezeichnet. Anders als die Vorgängerwerke sei das Album jedoch „kleinteiliger gegliedert“ und „zugänglicher“ und „weniger bizarr“. Laut metal1.info agieren Goatpsalm auf Downstream mit „atmosphärischen Sounds, Cleangitarren-Melodien, doomigen Riffs und einer […] Mischung aus andächtigem Geflüster und tiefen Growls“. Ebenso wird die Instrumentierung auf Hateful Metal beurteilt. „Ambient und atmosphärische Arrangements“ seien auf Downstream dominierend und gingen immer wieder „in sphärischen Funeral Doom“ über. Die Instrumentierung greife unter anderem auf eine Maultrommel und akustische Gitarren zurück, was einen „ruhigen und sphärischen Charakter“ der Musik verstärke.
Die Texte des zweiten Albums Erset La Tari wurden auf XXL-Rock als „Beschwörungsformeln“ bezeichnet. Das dritte Album Downstream wurde von „Horth“ als Konzeptalbum über das Leben, den Glauben und die Rituale des nordeuropäischen Altertums ohne sich auf eine konkrete Epoche oder Ethnie zu beziehen, bezeichnet.

## Diskografie
- 2012: Sonic Desterilization of Light (Album, Assault Records)
- 2012: Erset La Tari (Album, Aesthetic Death Records)
- 2016: Downstream (Album, Aesthetic Death Records)
- 2021: Ash (Kollaborations-Album mit Horthodox, Aesthetic Death Records)